# Sigma Sound Studios
Sigma Sound Studios fueron unos históricos estudios de grabación de Filadelfia, fundados en 1968 por el ingeniero de sonido Joseph Tarsia. Se trata de uno de los primeros estudios de grabación que usó una mesa de 24 pistas de sonido. Tarsia, que fue ingeniero jefe de la compañía discográfica Cameo-Parkway, también abrió en 1977 otro estudio con el mismo nombre en la ciudad de Nueva York, en el edificio del Ed Sullivan Theater. En sus instalaciones se grabaron, durante las décadas de 1970 y 1980, más de 200 álbumes certificados como discos de oro y platino.

## Historia
En sus inicios, Sigma Sound estuvo estrechamente ligado al Sonido Filadelfia y a las grabaciones de la compañía discográfica propiedad de los productores y compositores Gamble y Huff, Philadelphia International Records. Su éxito atrajo a muchos artistas y productores de varios géneros musicales en los Estados Unidos, así como en Europa y Japón. A finales de la década de 1970, Sigma 10 salas de grabación con horario ininterrumpido.  El director general de Sigma, Harry Chipetz, manejó las operaciones comerciales y trabajó mano a mano con Tarsia en el desarrollo de un personal que ascendía a cerca de 50 empleados en su época de mayor apogeo. En los estudios se grabaron más de 200 álbumes certificados como discos de oro y platino para una clientela que abarcaba desde Aretha Franklin a ZZ Top.
David Bowie grabó buena parte de su álbum Young Americans en agosto de 1974. Grace Jones grabó su versión del tema La vie en rose de Édith Piaf a mediados de la década de los 70, el sencillo se convirtió en su primer gran éxito y fue incluido en el álbum Portfolio de 1977. Las instalaciones de Nueva York fueron utilizadas en 1980 para la grabación del aclamado álbum Remain in Light de Talking Heads. Madonna también las usó para grabar en 1983 su álbum debut, Madonna. El 15 de abril de 1972, Billy Joel dio un concierto junto a su banda en las instalaciones de  Sigma Studios. La grabación del tema "Captain Jack" que se registró durante el evento fue ampliamente difundida por la emisoras de radio del área metropolitana de Filadelfia.
Tarsia vendió las instalaciones de Nueva York en 1988 y las de Filadelfia en 2003, aunque continuó siendo propietario de la marca Sigma Sound Studios. En 2005 fueron encontradas abandonadas en un almacén de la ciudad, más 6000 cintas con grabaciones acumuladas durante 35 años. Tras el hallazgo, todo este material pasó a formar parte del archivo de la biblioteca de la Universidad Drexel.
El 15 de octubre de 2015, el edificio que albergaba los Sigma Sound Studios en el número 212 de la 12th Street, fue declarado oficialmente como lugar histórico de la ciudad de Filadelfia. En 2020 se inició una campaña para recuperar el edificio y convertirlo en museo de la música.

### Compañías discográficas afiliadas
- Casablanca Records
- Epic Records
- Philadelphia International Records
- Salsoul Records
- Sam Records
- Soul Train Records
- 20th Century Records
- Marlin
- Motown